# レンジャー・スアレス
- ランヘル・スアレス

レンジャー・ホセ・スアレス（Ranger José Suárez, 1995年8月26日 - ）は、ベネズエラのララ州カロラ出身のプロ野球選手（投手）。左投左打。MLBのフィラデルフィア・フィリーズ所属。

## 経歴

### プロ入りとフィリーズ時代
2012年にインターナショナル・フリーエージェントとしてフィラデルフィア・フィリーズと契約してプロ入り。契約後、傘下のルーキー級ベネズエラン・サマーリーグ・フィリーズでプロデビュー。3試合に登板して1セーブ、防御率0.00、4奪三振を記録した。しかし、スアレスと同僚のダニエル・コルデロはアナボリックステロイドのスタノゾロールの検査で陽性反応を示し、2人とも50試合の出場停止処分を受けた。それでも翌2013年に復帰すると、8試合（先発1試合）に登板して2セーブ、防御率3.18、13奪三振を記録した。
2014年はルーキー級ベネズエラン・サマーリーグ・フィリーズでプレーした後、2015年は米国内のルーキー級ガルフ・コーストリーグ・フィリーズ、2016年はA-級ウィリアムズポート・クロスカッターズ、2017年はA級レイクウッド・ブルークロウズとA+級クリアウォーター・スレッシャーズでプレーした。2017年オフの11月20日にルール・ファイブ・ドラフトでの流出を防ぐために40人枠入りした。
2018年は開幕をAA級レディング・ファイティン・フィルズで迎えた。AAA級リーハイバレー・アイアンピッグスを経て7月26日にメジャー初昇格を果たすと、同日のシンシナティ・レッズ戦で先発登板してメジャーデビュー。この年メジャーでは4試合（先発3試合）に登板して1勝1敗、防御率5.40、11奪三振を記録した。 
2019年はマイナースタートだったが、6月に昇格すると左のリリーフとしてメジャーに定着し、37試合に登板して6勝1敗、防御率3.14、42奪三振を記録した。
2020年は新型コロナウイルス感染症の流行により60試合の短縮シーズンに。スアレス自身も開幕直前に感染して4週間隔離されたため、出場はわずか3試合に留まった。
2021年は5月からメジャーで登板。7月にはクローザーを任されたが、トレードでイアン・ケネディが加入すると、8月から先発に配置転換された。9月25日のピッツバーグ・パイレーツ戦では97球での完封勝利を挙げ、いわゆるマダックスを達成した。最終的に39試合の登板（先発12試合）で、8勝5敗、防御率1.36、107奪三振を記録した。対左打者の被打率.109はMLB最少だった。
2022年は先発ローテーションに定着し、29試合の先発登板で10勝7敗、防御率3.65だった。
2023年は、22試合の先発登板で4勝6敗、防御率4.18だった。
2024年は開幕から15試合を防御率1.75に抑えるなどの活躍から自身初のオールスターにも選出されたが、出場は辞退し、7月末から故障者リストに入った。シーズンを通しては27試合の先発登板で12勝8敗、防御率3.46だった。

## 選手としての特徴
最速は2021年に計測した96.1mph（約154.7km/h）で球威はそれほどないが、チェンジアップとカーブを上手く使う。守備では、2023年にリーグ最多補殺(31)を記録しフィールディング・バイブル・アワードを受賞している。

## 詳細情報

### 年度別投手成績
| 年 度    | 球 団    | 登 板 | 先 発 | 完 投 | 完 封 | 無 四 球 | 勝 利 | 敗 戦 | セ 丨 ブ | ホ 丨 ル ド | 勝 率 | 打 者 | 投 球 回 | 被 安 打 | 被 本 塁 打 | 与 四 球 | 敬 遠 | 与 死 球 | 奪 三 振 | 暴 投 | ボ 丨 ク | 失 点 | 自 責 点 | 防 御 率 | W H I P |
| -------- | -------- | ----- | ----- | ----- | ----- | -------- | ----- | ----- | -------- | ----------- | ----- | ----- | -------- | -------- | ----------- | -------- | ----- | -------- | -------- | ----- | -------- | ----- | -------- | -------- | ------- |
| 2018     | PHI      | 4     | 3     | 0     | 0     | 0        | 1     | 1     | 0        | 0           | .500  | 69    | 15.0     | 21       | 3           | 6        | 1     | 0        | 11       | 0     | 1        | 14    | 9        | 5.40     | 1.80    |
| 2019     | PHI      | 37    | 0     | 0     | 0     | 0        | 6     | 1     | 0        | 7           | .857  | 205   | 48.2     | 52       | 6           | 12       | 2     | 1        | 42       | 1     | 1        | 18    | 17       | 3.14     | 1.32    |
| 2020     | PHI      | 3     | 0     | 0     | 0     | 0        | 0     | 1     | 0        | 0           | .000  | 26    | 4.0      | 10       | 1           | 4        | 0     | 1        | 1        | 0     | 0        | 9     | 9        | 20.25    | 3.50    |
| 2021     | PHI      | 39    | 12    | 1     | 1     | 1        | 8     | 5     | 4        | 0           | .615  | 418   | 106.0    | 73       | 4           | 33       | 3     | 5        | 107      | 1     | 0        | 20    | 16       | 1.36     | 1.00    |
| 2022     | PHI      | 29    | 29    | 0     | 0     | 0        | 10    | 7     | 0        | 0           | .588  | 662   | 155.1    | 149      | 15          | 58       | 0     | 2        | 129      | 4     | 2        | 74    | 63       | 3.65     | 1.33    |
| 2023     | PHI      | 22    | 22    | 0     | 0     | 0        | 4     | 6     | 0        | 0           | .400  | 540   | 125.0    | 129      | 13          | 48       | 0     | 2        | 119      | 4     | 0        | 59    | 58       | 4.18     | 1.42    |
| 2024     | PHI      | 27    | 27    | 1     | 1     | 0        | 12    | 8     | 0        | 0           | .600  | 626   | 150.2    | 140      | 14          | 41       | 1     | 5        | 145      | 1     | 2        | 63    | 58       | 3.46     | 1.20    |
| MLB：7年 | MLB：7年 | 161   | 93    | 2     | 2     | 1        | 41    | 29    | 4        | 7           | .586  | 2546  | 604.2    | 574      | 56          | 202      | 7     | 16       | 554      | 11    | 6        | 257   | 230      | 3.42     | 1.28    |

- 2024年度シーズン終了時

### 年度別守備成績
| 年 度 | 球 団 | 投手（P） | 投手（P） | 投手（P） | 投手（P） | 投手（P） | 投手（P） |
| 年 度 | 球 団 | 試 合     | 刺 殺     | 補 殺     | 失 策     | 併 殺     | 守 備 率  |
| ----- | ----- | --------- | --------- | --------- | --------- | --------- | --------- |
| 2018  | PHI   | 4         | 1         | 4         | 0         | 0         | 1.000     |
| 2019  | PHI   | 37        | 5         | 8         | 0         | 0         | 1.000     |
| 2020  | PHI   | 3         | 0         | 1         | 0         | 1         | 1.000     |
| 2021  | PHI   | 39        | 10        | 24        | 1         | 1         | .971      |
| 2022  | PHI   | 29        | 13        | 31        | 0         | 0         | 1.000     |
| 2023  | PHI   | 22        | 6         | 21        | 1         | 3         | .964      |
| 2024  | PHI   | 27        | 7         | 27        | 0         | 1         | 1.000     |
| MLB   | MLB   | 161       | 42        | 116       | 2         | 6         | .988      |

- 2024年度シーズン終了時
- 各年度の太字はリーグ最高

### 表彰
- ピッチャー・オブ・ザ・マンス：1回（2024年4月）
- フィールディング・バイブル・アワード投手部門：1回（2023年）

### 背番号
- 55（2018年 - ）